# قائمة رياضات الراح
كل رياضة تستعمل فيها الراح لرد الكرات وهنين أخرى، تسمى رياضة الراح، ومن تلك الرياضات:
- إسكواش
- الريشة الطائرة
- تنس
- كرة السرعة
- كرة الطاولة
- كرة الراح
- لعبة الراح
- لعبة الكف
- لكروس